# Ivo Šupe
Ivo Šupe (Šibenik, 5. kolovoza 1973.), bivši hrvatski nogometaš i nogometni trener.

## Karijera

### Igračka karijera
Većinu igračke karijere Šupe je proveo u HNK Šibenik. Bio je igrač Šibenika i u mlađim uzrastima. Igrao je u Dubravi i velikogoričkom Radniku. U 1. HNL je odigrao ukupno 74 utakmice za tri navedena kluba.

### Trenerska karijera
Bio je pomoćni trener Šibenika u više navrata. Godine 2013. bio je i glavni trener Šibenika, no brzo se vraća na poziciju pomoćnog trenera. Pomoćni trener Šibenika bio je sve do 2015. kada s Goranom Tomićem odlazi u kineski Zheijang Yiteng. Nakon manje od godinu dana vratio se iz Kine. Tijekom 2016. godine bio je pomoćni trener Šibenika. Trenutačno je šef omladinskog pogona u HNK Šibeniku.

### Osobni život
Oženjen je. Dana 14. kolovoza 2017., nakon formiranja nove Uprave HNK Šibenika, imenovan je članom Nadzornog odbora kluba.

## Vanjske poveznice
- Profil na transfermarkt.de